# フロマジェ州
フロマジェ州（フロマジェしゅう、フランス語: Région du Fromager）はかつてコートジボワールに存在した州。州都はガニョア。面積は6,903平方キロメートルで、当時の州では最も小さい。人口は1998年国勢調査では約54万人、2010年推計では約78万人。国土の中西部に位置し、北から時計回りにマラウェ州、ラック州、ラギューヌ州、南バンダマ州、低サッサンドラ州、高サッサンドラ州と接していた。
2000年4月20日、高サッサンドラ州のガニョア県とマラウェ州のウメ県を合わせて成立した。2011年9月28日の行政区画再編によって廃止され、新たに設置されたゴー＝ジブア地方の一部となった。またゴー＝ジブア地方には下位区分としてゴー州が新規に設置されているが、このゴー州は旧フロマジェ州と同じ領域を管轄している。

## 行政区画
フロマジェ州は基となった2県から成り、フロマジェ州が成立した後も再編されることはなかった。また県の下には2007年時点で12郡と5コミューンがあった。
- ガニョア県（英語版）
- ウメ県（英語版）